# Buriti Alegre
Pour les articles homonymes, voir Buriti.
Buriti Alegre est une municipalité brésilienne de l'État de Goiás et la microrégion du Meia Ponte.